# Snake Eyes: G.I. Joe - Le origini
Snake Eyes: G.I. Joe - Le origini (Snake Eyes: G.I. Joe Origins), conosciuto anche come Snake Eyes, è un film del 2021 diretto da Robert Schwentke.
La pellicola, con protagonista Henry Golding, è il reboot della serie di film basati sulla linea di giocattoli G.I. Joe.

## Trama
In una foresta vicino a Washington, un padre e suo figlio fuggono in uno chalet, ma uomini armati guidati da Augustine uccidono il padre e ribattezzano il ragazzo "Snake Eyes". Vent'anni dopo, Snake Eyes combatte in lotte clandestine finché il capo yakuza Kenta non lo assume per vendicare Augustine.
A Los Angeles, Snake lavora per Kenta ma salva il cugino Thomas "Tommy" Arashikage e lo accompagna a Tokyo, dove la nonna di Tommy lo accoglie nel clan Arashikage. Qui Snake affronta le "Tre Sfide del Guerriero": supera la prova della ciotola d'acqua, affronta i propri rimorsi nell'oscurità e sopravvive alla terza prova in una grotta, grazie all'intervento di Akiko.
Inseguito dall'inganno di Kenta, Snake Eyes deve rubare la Pietra del Sole, sacro tesoro del clan, e si infiltra nei Cobra, cellula terroristica di Kenta. Ottiene la Pietra, scopre il tradimento di Augustine e salva la famiglia Arashikage da un assalto dei Cobra.
Restituita la Pietra nel caveau del tempio, Snake si riconcilia con Tommy, che però infrange il codice del clan usando l'artefatto e viene bandito. Infine, la Baronessa offre a Tommy un esercito Cobra; lui accetta il nome di Storm Shadow e parte con il suo jet privato.

## Produzione
Nel maggio 2018 viene annunciato il film, un prequel sulle origini del personaggio di Snake Eyes. Nel dicembre dello stesso anno viene annunciato che Ray Park, che ha interpretato Snake Eyes nei primi due film della serie, non sarà il protagonista, mentre Robert Schwentke è stato scelto per la regia.

### Riprese
Le riprese del film si sono svolte a Vancouver, dal 15 ottobre al 9 dicembre 2019, e in Giappone, dal 10 gennaio 2020 al 26 febbraio dello stesso anno. Nel marzo 2021 vengono effettuate delle riprese aggiuntive.

## Promozione
Il primo trailer del film è stato diffuso il 17 maggio 2021.

## Distribuzione
Il film è stato distribuito nelle sale cinematografiche italiane a partire dal 21 luglio 2021 ed in quelle statunitensi dal 23 luglio 2021 e su Paramount+ 45 giorni dopo.

## Sequel
Nel maggio 2020 viene annunciato lo sviluppo di un sequel: scritto da Joe Shrapnel e Anna Waterhouse, il film vedrà il ritorno di Henry Golding nel ruolo del protagonista Snake Eyes e di Lorenzo di Bonaventura come produttore, mentre la produzione sarà affidata a Paramount Pictures, Entertainment One, Metro-Goldwyn-Mayer e la Di Bonaventura Pictures.